# Andreas Georg Friedrich von Katzler
Andreas Georg Friedrich von Katzler (* 26. Januar 1764 in Grimminghausen; † 12. Juli 1834 in Wittenfeld) war preußischer Generalleutnant, zuletzt Kommandant von Danzig und Herr auf Wittenfelde.

## Leben

### Herkunft
Er war ein Enkel des preußischen Generalleutnants Nikolaus Andreas von Katzler aus dem Adelsgeschlecht derer von Katzler. Sein Vater war der Major im Kürassierregiment „Prinz von Preußen“ Georg Ludolf von Katzler (* 5. September 1727; † 18. Februar 1779). Dieser war zuletzt Oberforstmeister sowie Herr auf Steitz und Vessin. Seine Mutter war dessen Ehefrau Sophie Wilhelmine, geborene von Versen (* 1728; † 29. Mai 1820).

### Militärkarriere
Katzler wurde 1778 Junker im Husarenregiment „von Belling“. Im Bayerischen Erbfolgekrieg kämpfte er in den Gefechten bei Zwickau und Gabel. Am 4. Januar 1780 wurde er dann zum Kornett sowie am 10. April 1784 zum Sekondeleutnant befördert und nahm am Ersten Koalitionskrieg teil. Er kämpfte in der Schlacht bei Kaiserslautern sowie den Gefechten bei Schwalm, Hasnon, Coutiche, Weidenthal, Kirrweiler und Edesheim. Auf Vorschlag seines damaligen Kommandeurs Blücher erhielt Katzler am 23. August 1793 den Orden Pour le Mérite. In dieser Zeit wurde er am 7. September 1793 Premierleutnant und am 29. Mai 1794 Stabsrittmeister. Nach dem Krieg wurde Katzler am 24. Februar 1798 Rittmeister und Eskadronchef. Am 24. August 1799 wurde er dann in das Husarenregiment „von Schulz“ versetzt und dort am 28. Mai 1805 mit Patent vom 30. Mai 1805 zum Major befördert. Während des Vierten Koalitionskrieges kämpfte er bei Maxen, musste aber bei Ratkau kapitulieren.
Am 4. Oktober 1808 wurde Katzler zum Kommandeur des Oberschlesischen Husaren-Regiments ernannt, aber bereits am 5. Dezember 1808 abgezogen und 18. Februar 1809 als Kommandeur des 2. Ulanen-Regiments eingesetzt. Am 10. März 1809 wurde es das Westpreußische Ulanen-Regiment. Am 14. März 1813 folgte die Beförderung zum Oberstleutnant. Während der Befreiungskriege kam Katzler als Führer der Avantgarde zum Korps York. Er kämpfte bei Großgörschen, wofür Katzler mit dem Orden des Heiligen Wladimir III. Klasse und dem Eiserne Kreuz II. Klasse ausgezeichnet wurde, sowie bei Bautzen. Im Gefecht bei Möckern wurde er schwer verletzt. Katzler erholte sich wieder und nahm an den Schlachten von Katzbach (Eisernes Kreuz I. Klasse), Leipzig, Laon und Paris teil. Ferner kämpfte er bei Brina, Reichenbach, Haynau, Löwenberg, Bunzlau, Hochkirch und Bischofswerda. Er erzwang mit Korps den Übergang bei Wartenburg und kämpfte bei La Chaussee, Chalons, Chateau Thierry, Montmirail, Mery und Claye.
Am 25. Juni 1813 wurde Katzler Oberst und bereits am 8. Dezember 1813 erfolgte mit Patent vom 12. Dezember 1813 die Beförderung zum Generalmajor. Aber seine Gesundheit hatte sehr gelitten. Daher schied Katzler am 19. Januar 1814 aus dem 1. Ulanen-Regiment aus. Dafür erhielt er am 24. April 1814 den schwedischen Schwertorden. Am 23. Mai 1815 wurde er Brigadekommandeur der Reservekavallerie des IV. Armee-Korps und am 13. Juli 1815 Brigadechef. Dazu erhielt er am 3. Oktober 1815 ein Geschenk von 2000 Talern. Am 30. März 1818 wurde Katzler Generalleutnant und am 3. April 1820 erster Kommandant von Danzig und Kommandeur der 2. Division. Am 13. Juni 1825 erhielt er den Abschied mit einer Pension sowie den Roten Adlerorden I. Klasse.
Katzler zog sich auf sein Gut Wittenfeld zurück, wo er am 12. Juli 1834 starb und am 18. Juli 1834 beigesetzt wurde.

### Familie
Er heiratete am 23. September 1805 in Berlin Frederike von Göckingk (* 12. August 1768; † 3. September 1813), geschiedene Gräfin von Lichnowsky. Sie war eine Tochter des Generals von Goeckingk. Das Paar hatte mehrere Kinder:
- Maximilian Ernst Wilhelm (* 4. Juni 1806; † 23. August 1865), Sekondeleutnant a. D.
- Pauline Karoline Philippine Antonie Georgine (* 16. Juni 1808; † 9. Dezember 1882) ⚭ Ernst Friedrich Leopold von Münchow (* 10. Januar 1801; † 12. August 1887)[1], Sekondeleutnant
- Hermine Leonide Klothilde (* 30. Juni 1811; † 9. Oktober 1816)